# La festa di papà orso
La festa di papà orso (A Bear for Punishment) è un film del 1951 diretto da Chuck Jones. È un cortometraggio d'animazione della serie Looney Tunes, uscito negli Stati Uniti d'America il 20 ottobre 1951. È l'ultimo cortometraggio in cui appaiono i tre orsi.

## Trama
Il sonno di Henry viene interrotto da un gran numero di sveglie che suonano tutte insieme e che non riesce a spegnere, finché Junior non le zittisce. Henry tira un pugno a Junior e sta per perdere la pazienza anche con Mamma, quando lei gli ricorda che è la festa del papà. Henry, imbarazzato, permette alla sua famiglia di festeggiarlo. Sfortunatamente, la celebrazione della festa del papà da parte della famiglia si ritorce ripetutamente contro Henry: Junior inciampa su un pattino mentre porta a Henry la colazione a letto, tenta di raderlo usando una lama rotta e riempie accidentalmente la pipa di Henry di polvere da sparo facendola esplodere. Successivamente Mamma e Junior si lanciano in una elaborata rappresentazione musicale per la festa del papà, che mette estremamente in imbarazzo Henry. Lo spettacolo consiste in Junior che recita una poesia intitolata "Mio padre", Mamma che si esibisce in un esagerato numero di danza e canto e Henry che viene afferrato e vestito da Statua della Libertà, mentre Mamma e Junior gli rendono omaggio.

## Distribuzione

### Edizione italiana
Il corto arrivò in Italia direttamente in televisione negli anni ottanta. Il doppiaggio fu eseguito dalla Effe Elle Due e diretto da Franco Latini su dialoghi di Maria Pinto, i quali in molte occasioni si discostano dagli originali; infatti, nei primi minuti del corto si afferma che la festa riguarderebbe il risveglio dal letargo, e Henry dice di volere la colazione a letto (mentre nell'edizione originale dice di non volerla poiché la detesta). Inoltre la canzone fu mantenuta in inglese. Nel 1999 il corto fu ridoppiato per la televisione dalla Time Out Cin.ca su dialoghi più corretti di Antonella Giampaoli.

### Edizioni home video

#### VHS
Italia
- Looney Friends 1 (novembre 1992)

#### Laserdisc
- Looney Tunes Assorted Nuts (1992)

#### DVD e Blu-ray Disc
Il corto fu pubblicato in DVD-Video in America del Nord nel secondo disco della raccolta Looney Tunes Golden Collection: Volume 2 (intitolato Road Runner and Friends) distribuita il 2 novembre 2004, dove è visibile anche con la sola colonna internazionale e con un commento audio di Michael Barrier; il DVD fu pubblicato in Italia il 16 marzo 2005 nella collana Looney Tunes Collection, col titolo Beep Beep e i suoi amici. In seguito è stato inserito anche nel secondo DVD della raccolta 50 cartoons da collezione - Looney Tunes della collana Il meglio di Warner Bros., uscita in America del Nord il 25 giugno 2013 e in Italia il 5 dicembre. Fu poi incluso nel secondo disco della raccolta DVD Looney Tunes Spotlight Collection Volume 8, uscita in America del Nord il 13 maggio 2014. Infine fu incluso, nuovamente con le tracce audio alternative, nel primo disco della raccolta Looney Tunes Platinum Collection: Volume Three, uscita in America del Nord in Blu-ray Disc il 12 agosto 2014 e in DVD il 4 novembre.

## Accoglienza
Nel 2010 il film fu selezionato per l'inclusione nel libro di Jerry Beck The 100 Greatest Looney Tunes Cartoons; in tale occasione lo storico dell'animazione Greg Ford scrisse che è "un tour de force che raffigura il fervente tributo di Mamma e Junior alla festa del papà (...) Per quanto stravagante sia l'animazione di Ken Harris di questo spettacolo, i disegni di Jones con Henry, in inquadrature di reazione intervallate, sono ancora più divertenti (...) È tipico della regia di Jones che, anche nel mezzo di una delle scene più energiche e floridamente animate della storia dei cartoni animati, il primato del singolo disegno debba riaffermare se stesso".